# 166
Évszázadok: 1. század – 2. század – 3. század
Évtizedek: 110-es évek – 120-as évek – 130-as évek – 140-es évek – 150-es évek – 160-as évek – 170-es évek – 180-as évek – 190-es évek – 200-as évek – 210-es évek
Évek: 161 – 162 – 163 – 164 –  165 – 166 – 167 – 168 – 169 – 170 – 171

## Események

### Római Birodalom
- Quintus Servilius Pudenst (helyettese márciustól M. Vibius Liberalis) és Lucius Fufidius Polliót (helyettese P. Martius Verus) választják consulnak.
- A pártus háborúban a rómaiak benyomulnak Médiába, de a járvány és az élelmiszerhiány miatt visszavonulnak a Tigris folyó mögé.
- A pártusok kapitulálnak, Örményország klienskirályságként visszakerül Róma uralma alá, Nyugat-Mezopotámia pedig római protektorátus alá kerül. Az új határ a Tigris felső folyása mentén húzódik. Római helyőrség kerül a Perzsa-öbölből induló kereskedelmi útvonalat ellenőrző Dura-Európosz városába is.
- Marcus Aurelius és Lucius Verus október 12-én diadalmenet tart a pártusok fölött aratott győzelem örömére. Marcus Aurelius két fia, az öt éves Commodus és a három éves Annius Verus caesari címet kap.
- 166 végén vagy 167 elején 6000 germán longobárd és lacringus tör be Pannoniába. Bár a helyi római erők visszaverik őket, a későbbiekben a barbárok ismét megtámadják a határvidék provinciáit. Elkezdődnek a másfél évtizedig tartó markomann háborúk.

### Kína
- Római követség érkezik a tengeren Kínába és ajándékokat adnak Huan császárnak.
- Nyílt konfliktus tör ki a császár régi híveinek számító, de helyzetüket kihasználó eunuchok és a korrupció ellen fellépő konfuciánus filozófusok között. A főváros melletti tartomány konfuciánus kormányzója, Li Jing letartóztat egy jóst, aki megjósolta hogy amnesztia következik és fiával megöletett egy embert. Bár az amnesztia tényleg megérkezik, a kormányzó kivégezteti a jóst, akinek eunuch barátai azzal vádolják meg Li Jinget, hogy semmibe veszi a császár parancsait. Huan császár börtönbe vetteti a kormányzót, majd azt a 200 diákot (az ún. "pártoskodókat") is, aki petíciót ír a szabadon engedése érdekében. A következő évben jogaiktól megfosztva száműzik őket.

### Korea
- Meghal Keru, Pekcse királya. Utóda fia, Cshogo.

## Születések
- Taj-si Ci, kínai hadvezér

## Halálozások
- Keru, pekcsei király

## Fordítás
- Ez a szócikk részben vagy egészben  a(z)   166 című francia Wikipédia-szócikk ezen változatának fordításán alapul.  Az eredeti cikk szerkesztőit annak laptörténete sorolja fel. Ez a jelzés csupán a megfogalmazás eredetét és a szerzői jogokat jelzi, nem szolgál a cikkben szereplő információk forrásmegjelöléseként.